# 沃尔高·陶马什 (水球运动员)
沃尔高·陶马什（匈牙利語：Varga Tamás，1975年7月14日—），匈牙利男子水球运动员。他曾代表匈牙利参加2004年、2008年和2012年夏季奥林匹克运动会水球比赛，共获得二枚金牌。